# Bassirou Doumbia
Pour les articles homonymes, voir Doumbia.
Bassirou Doumbia, né le 12 mai 1942, est un athlète sénégalais.

## Carrière
Bassirou Doumbia participe aux Jeux olympiques d'été de 1964 à Tokyo (100 mètres et relais 4 × 100 mètres) et de 1972 à Munich (relais 4 × 100 mètres) sans atteindre de finale.
Il remporte la médaille d'or du relais 4 × 100 mètres aux Jeux africains de 1965 à Brazzaville.